# أحمد القاضي (طبيب)
أحمد القاضي (بالإنجليزية: Ahmed Elkadi)‏ (1 أغسطس 1940، دسوق، مصر - 11 أبريل 2009، بنما ستي، فلوريدا، الولايات المتحدة) هو طبيب إسلامي مصري حصل على الدكتوراه في الطب والجراحة من جامعة غراتس في النمسا، ثم هاجر إلي الولايات المتحدة وحصل على شهادة البورد الأميركي في جراحة القلب والصدر وعمل أستاذاً لجراحة القلب والصدر في جامعة ميزوري في كولومبيا ثم مديراً لقسم الجراحة لبرنامج مستشفي بنسا كولا التدريبي للجراحة في ولاية فلوريدا.
وعمل رئيساً لمعهد الطب الإسلامي للتعليم والبحوث في بنما ستى في ولاية فلوريدا الأميركية منذ عام 1980 وحتى وفاته. وقد صدر للدكتور أحمد القاضي 86 بحثاً طبيّاً في عام 1997 في مجالات الجراحة وأخلاقيات الطب والعلاجات الطبيعية والعلاجات البديلة والطب الإسلامي.